# Philotrypesis josephi
Philotrypesis josephi är en stekelart som beskrevs av Balakrishnan, Abdurahiman och Joseph 1982. Philotrypesis josephi ingår i släktet Philotrypesis och familjen fikonsteklar. Inga underarter finns listade i Catalogue of Life.